# Sikornik (Wysoczyzna Międzylesia)
Sikornik – szczyt (550 m n.p.m.) w południowo-zachodniej Polsce, w Sudetach Środkowych, w Rowie Górnej Nysy, na Wysoczyźnie Międzylesia.

## Położenie i opis
Wzniesienie położone jest na południe od Międzylesia, w środkowo-zachodniej części Wysoczyzny Międzylesia, nad doliną Nysy Kłodzkiej.
Rozległe kopulaste wzniesienie z niewyraźnie zaznaczonym szczytem. Zbudowane z piaskowców kredowych i zlepieńców tworzących warstwę o grubości około 20,0 m. Zbocza wzniesienia po stronie zachodniej i północnej częściowo są porośnięte lasem, pozostałą część zboczy oraz podnóże wzniesienia zajmują nieużytki, łąki i pastwiska, część szczytowa jest bezleśna. Zbocze zachodnie wyraźnie opada w kierunku Smreczyny położonej w dolinie Nysy Kłodzkiej, porozcinane jest wąwozami, którymi często spływają potoczki.
Sikornik należy do szczytów Korony Sudetów Polskich.

## Turystyka
Przez szczyt Sikornika przechodzi szlak turystyczny:
- – prowadzący z Międzylesia do przejścia granicznego w Boboszowie,

Na szczycie jest punkt widokowy, z którego odsłania się panorama Wysoczyzny Międzylesia, Masywu Śnieżnika, Gór Bystrzyckich, Kamieńczyka i Gór Orlickich.